# Linaeidea
Linaeidea là một chi bọ cánh cứng trong họ Chrysomelidae.
Chi này được miêu tả khoa học năm 1860 bởi Motschulsky.

## Các loài
Các loài trong chi này gồm:
- Linaeidea basilewskyi Daccordi, 1980
- Linaeidea decellei Daccordi, 1980
- Linaeidea divarna Daccordi, 1984
- Linaeidea hiekei Daccordi, 1980
- Linaeidea jelineki Daccordi, 1980
- Linaeidea pacei Daccordi, 1980
- Linaeidea ruffoi Daccordi, 1980
- Linaeidea weisei Daccordi, 1980